# ジョン・ステュアート (初代ビュート侯爵)

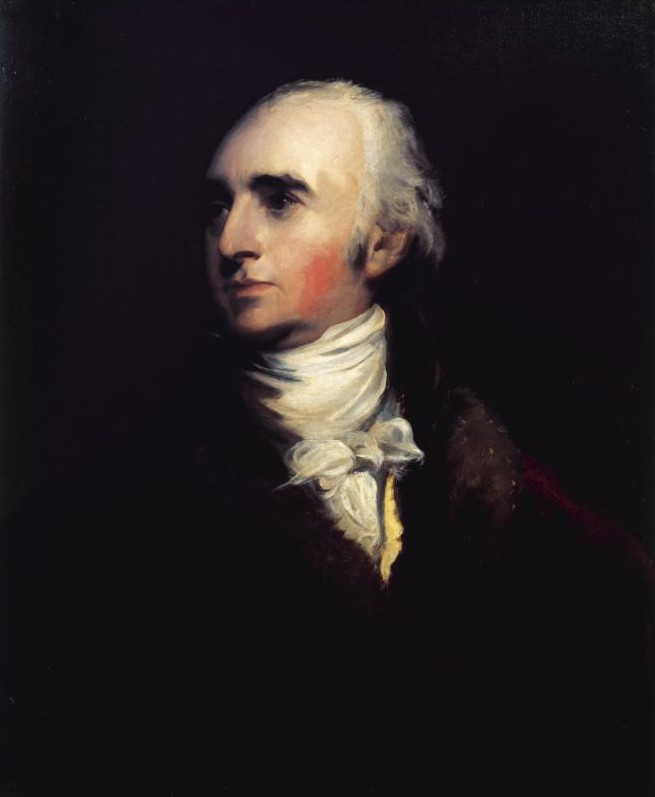
トーマス・ローレンスによる肖像画。

初代ビュート侯爵ジョン・ステュアート（John Stuart, 1st Marquess of Bute PC FRS FSA、1744年6月30日 – 1814年11月16日）は、イギリスの貴族、地主、外交官、政治家。庶民院議員、在スペインイギリス大使を務めた。1799年時点のグレートブリテン王国における百万長者（100万ポンド（2023年時点の£124,099,617と同等）以上の財産を所有する人物）の1人であり、420万ポンド（2023年時点の£521,218,391と同等）を所有した。
1744年から1792年までマウントステュアート子爵の儀礼称号を使用し、1792年より第4代ビュート伯爵になり、1796年に初代ビュート侯爵に叙された。

## 生涯

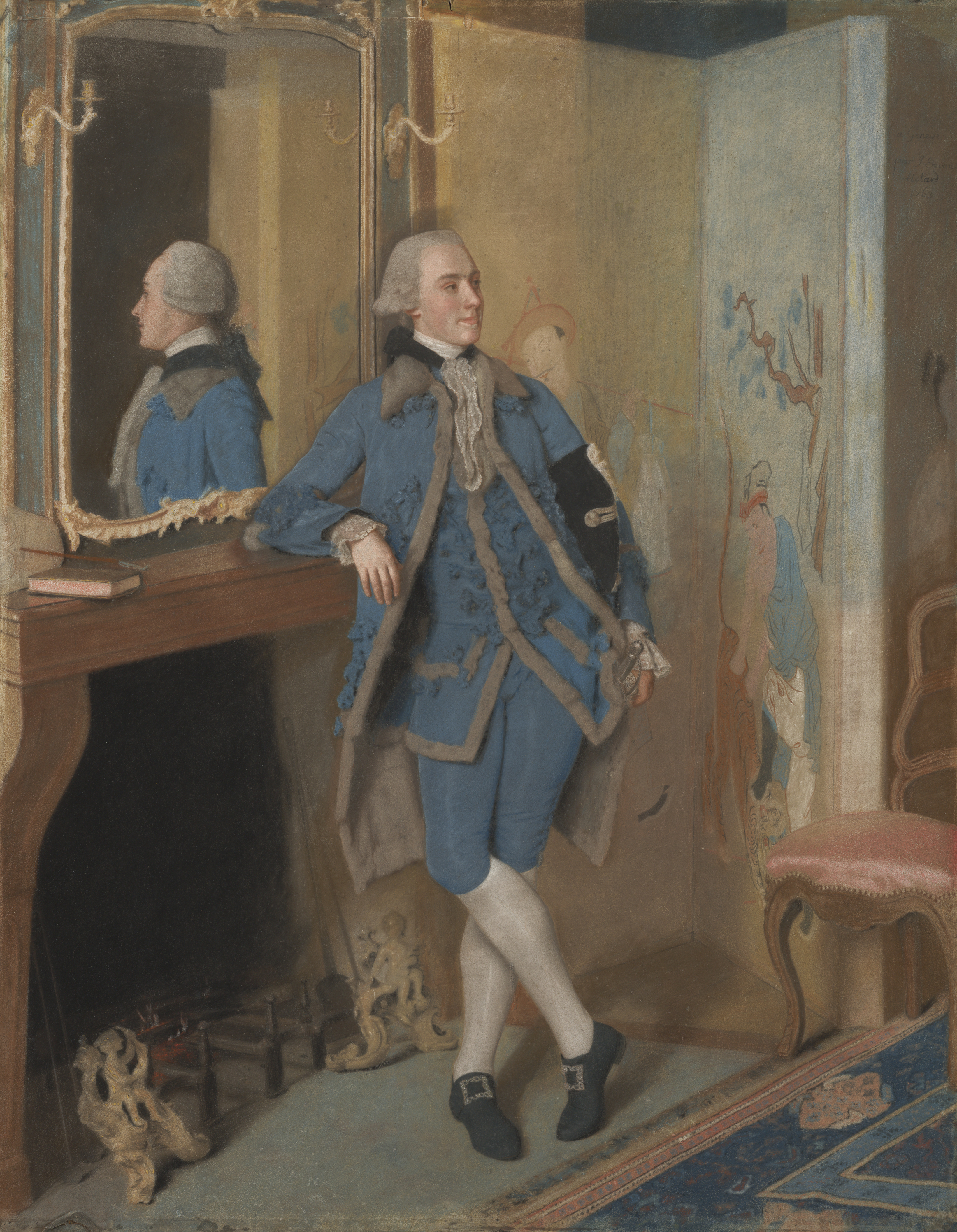
ジャン＝エティエンヌ・リオタールによる肖像画、1763年。

第3代ビュート伯爵ジョン・ステュアートと妻メアリー（エドワード・ウォートリー・モンタギューと妻メアリーの娘）の長男として、1744年6月30日にビュート島マウント・ステュアート・ハウスで生まれた。1757年ごろよりハーロー校で教育を受けた後、ウィンチェスター・カレッジに通い、1761年から1765年のグランドツアーで大陸ヨーロッパを旅した。その道中にネーデルラント連邦共和国、ジュネーヴでも教育を受け、イタリアではジェイムズ・ボズウェルと一緒に旅した。
1766年1月、母が実家のウォートリー・モンタギュー家の影響力を利用して、ボッシニー選挙区の補欠選挙でマウントステュアート子爵を庶民院議員に当選させた。ボッシニーではウォートリー・モンタギュー家とエッジカム男爵家が影響力を有し、後者の影響力が弱まってきていたが、マウントステュアート子爵の母は2議席目への野心を出さず、1議席の指名で満足していた。その後、マウントステュアート子爵は1768年、1774年の総選挙において無投票で再選した。
庶民院では1766年2月に印紙法廃止への反対票を投じた後、チャタム伯爵内閣、グラフトン公爵内閣、ノース内閣を支持した。1772年にグラモーガン統監に任命されたが（1793年まで在任）、首相ノース卿が任命に同意しようとしないことに不満を感じ、以降首相との関係が悪化の一途をたどった。1773年12月にチャールズ・ジェンキンソンがビュート伯爵家の遠戚の官職申請についてマウントステュアート子爵に同意を求めたところ、マウントステュアート子爵はノース卿から繰り返して軽視されたことを理由に、ノース卿への申請を拒否した。
1775年2月にはボズウェルとの会話で自身の話し方が庶民院より貴族院に適するとして、移籍希望を表明した。同年11月にスコットランド民兵法案を提出したが、ノース卿が賛同したにもかかわらず、1776年3月に93票対112票で否決された。
妻の両親が死去したことで、ウィンザー子爵家の南ウェールズにおける領地を相続した。マウントステュアート子爵はカーディフ城を修復して、国王ジョージ3世とノース卿の支持を受けて1776年5月20日にグレートブリテン貴族であるグラモーガン州カーディフ城のカーディフ男爵に叙された。1776年5月23日、ロンドン考古協会フェローに選出された。1778年3月26日、グラモーガン民兵連隊隊長に任命された。
貴族院ではアメリカ独立戦争の遂行を支持したが、『英国議会史』は貴族院におけるキャリアを「平凡」と評した。1779年8月4日に枢密顧問官および在サルデーニャイギリス特命全権公使に任命された。同年10月13日に大使としての信任状を受けた後、12月13日にトリノに到着した。1781年6月12日から11月17日まで休暇を取った後、1782年11月25日に再び休暇を取り、そのまま退任した。1783年3月12日に在スペインイギリス全権公使に任命されたが、マドリードに赴任したことはなく、同年5月にはロバート・リストンが代わりに任命を受けた。この時期にポートランド公爵派ホイッグ党の一員としてフォックス＝ノース連立内閣を支持し、第1次小ピット内閣に対し野党の立場をとったことで国王からの支持を一時失ったが、1794年にポートランド公爵派の大半とともに与党に転じた。
1792年3月10日に父が死去すると、ビュート伯爵位を継承した。1794年から1814年まで再びグラモーガン統監を務め、1794年3月17日から1814年に死去するまでビュートシャー統監を務めた。1794年11月6日に母が死去すると、マウント・ステュアート男爵位を継承した。
1795年4月に再び在スペインイギリス大使としての信任状を受けた後、6月11日にアランフエスに到着、14日に信任状を奉呈した。スペインがフランス総裁政府との同盟を締結したため、1796年10月10日に出国のためのパスポートを受け取り、マドリードを去った。政府支持に転じたことと、在スペイン大使を務めた功績により、1796年3月21日にグレートブリテン貴族であるワイト島におけるマウントジョイ子爵、ウィンザー伯爵、ビュート州侯爵（一般的には「ビュート侯爵」と呼称される）に叙された。
1798年に外交職を辞退して、王室家政長官への就任を申請したが失敗、1799年にもガーター勲章を申請して失敗している。
1793年7月3日、オックスフォード大学よりD.C.L.の名誉学位を授与された。1799年12月12日、王立協会フェローに選出された。1800年に大英博物館理事に就任、1814年に死去するまで務めた。
1814年11月16日にジュネーヴで死去、12月20日にカーディフのロース地区にあるビュート侯爵家の納骨所に埋葬された。長男ジョンに先立たれたため、孫ジョンが爵位を継承した。

## 家族
1766年11月12日、シャーロット・ジェーン・ウィンザー（Charlotte Jane Windsor、1746年5月7日 – 1800年1月28日、第2代ウィンザー子爵ハーバート・ウィンザーの娘）と結婚、7男3女をもうけた。
- ジョン（1767年9月25日 – 1794年1月22日） - 庶民院議員。1792年10月12日、エリザベス・ペネロープ・マクドゥオール＝クライトン（Elizabeth Penelope McDouall-Crichton、1772年11月25日 – 1797年7月25日、第6代ダンフリーズ伯爵パトリック・マクドゥオール＝クライトンの娘）と結婚、子供あり。第2代ビュート侯爵ジョン・クライトン＝ステュアート（英語版）の父[5]
- マリア・アリシア・シャーロット（1768年10月28日 – 1841年12月17日） - チャールズ・ピンフォルド（Charles Pinfold、1857年8月28日没）と結婚[17]
- ハーバート・ウィンザー（1770年5月6日 – 1825年1月20日） - 生涯未婚[17]
- エヴリン・ジェームズ（英語版）（1773年5月7日 – 1842年8月16日） - 陸軍大佐、庶民院議員、生涯未婚[18]
- エリザベス（1774年7月12日 – 1774年7月13日[17]）
- チャールズ（1775年7月18日 – 1796年[17]） - 海軍軍人、海難で行方不明[19]
- ヘンリー（1777年6月7日 – 1809年8月19日） - 1802年7月1日、ガートルード・アミーリア・メイソン＝ヴィリアーズ（Gertrude Amelia Mason-Villiers、1809年8月30日没、第2代グランディソン伯爵ジョージ・メイソン＝ヴィリアーズの娘）と結婚、子供あり。初代ステュアート・ド・デシーズ男爵ヘンリー・ヴィリアーズ＝ステュアート（英語版）の父[19]
- ウィリアム（英語版）（1778年11月18日 – 1814年7月25日） - 海軍軍人、庶民院議員。1806年6月、ジョージアナ・モード（Georgiana Maude、1807年8月31日没[19]、初代ハワーデン子爵コーンウォリス・モードの娘）と結婚、1女をもうけた[20]
- ジョージ（英語版）（1780年3月4日 – 1841年2月19日） - 海軍軍人。1800年10月7日、ジェーン・ステュアート（Jane Stewart、1862年2月1日没、ジェームズ・ステュアートの娘）と結婚、子供あり[19]
- シャーロット（1771年7月16日 – 1847年9月5日） - 1797年6月13日、初代準男爵サー・ウィリアム・ジャクソン・ホマン（英語版）（1771年 – 1852年3月）と結婚[17]

1800年9月17日、フランシス・クーツ（Frances Coutts、1773年ごろ – 1832年11月12日、トマス・クーツの娘）と再婚、1男1女をもうけた。
- フランシス（1801年6月6日 – 1859年3月29日） - 1823年9月15日、第2代ハロービー伯爵ダドリー・ライダー（英語版）と結婚、子供あり[21]
- ダドリー・クーツ（英語版）（1803年1月11日 – 1854年11月17日） - 1824年、クリスティーヌ・アレクサンドリヌ・エジプタ・ボナパルト（Christine Alexandrine Egypta Bonaparte、1847年5月14日没、リュシアン・ボナパルトの娘）と結婚、1男をもうけた[22]